# Abdulrashid Saduláyev
Abdulrashid Buláchevich Saduláyev (en ruso: Абдулрашид Булачевич Садулаев; Tsurib, 9 de mayo de 1996) es un deportista ruso de origen ávaro que compite en lucha libre.
Participó en dos Juegos Olímpicos de Verano, obteniendo dos medallas de oro, en Río de Janeiro 2016 (categoría de 86 kg) y en Tokio 2020 (categoría de 97 kg). En los Juegos Europeos obtuvo dos medallas de oro, una en Bakú 2015 y otra en Minsk 2019.
Ganó siete medallas en el Campeonato Mundial de Lucha entre los años 2014 y 2024, y cuatro medallas de oro en el Campeonato Europeo de Lucha, entre los años 2014 y 2020.

## Palmarés internacional
| Juegos Olímpicos   | Juegos Olímpicos           | Juegos Olímpicos | Juegos Olímpicos |
| Año                | Lugar                      | Medalla          | Categoría        |
| ------------------ | -------------------------- | ---------------- | ---------------- |
| 2016               | Río de Janeiro (Brasil)    | Medalla de oro   | 86 kg            |
| 2020               | Tokio (Japón)              | Medalla de oro   | 97 kg            |
| Campeonato Mundial |                            |                  |                  |
| Año                | Lugar                      | Medalla          | Categoría        |
| 2014               | Taskent (Uzbekistán)       | Medalla de oro   | 86 kg            |
| 2015               | Las Vegas (Estados Unidos) | Medalla de oro   | 86 kg            |
| 2017               | París (Francia)            | Medalla de plata | 97 kg            |
| 2018               | Budapest (Hungría)         | Medalla de oro   | 97 kg            |
| 2019               | Nursultán (Kazajistán)     | Medalla de oro   | 97 kg            |
| 2021               | Oslo (Noruega)             | Medalla de oro   | 97 kg            |
| 2024               | Tirana (Albania)           | Medalla de oro   | 92 kg            |
| Juegos Europeos    |                            |                  |                  |
| Año                | Lugar                      | Medalla          | Categoría        |
| 2015               | Bakú (Azerbaiyán)          | Medalla de oro   | 86 kg            |
| 2019               | Minsk (Bielorrusia)        | Medalla de oro   | 97 kg            |
| Campeonato Europeo |                            |                  |                  |
| Año                | Lugar                      | Medalla          | Categoría        |
| 2014               | Vantaa (Finlandia)         | Medalla de oro   | 86 kg            |
| 2018               | Kaspisk (Rusia)            | Medalla de oro   | 92 kg            |
| 2019               | Bucarest (Rumania)         | Medalla de oro   | 97 kg            |
| 2020               | Roma (Italia)              | Medalla de oro   | 97 kg            |